# Зернове (село, Кальміуський район)
Зернове́ (Корнталь, Малокраснощекове) — село в Україні, у Бойківській громаді Кальміуського району Донецької області. Населення становить 211 осіб. Відстань до Бойківського становить близько 7 км і проходить автошляхом місцевого значення.
Перебуває на території, яка тимчасово окупована російськими терористичними військами.

## Історія
Лютеранське село, засноване 1869 року під назвою Корнталь. Назване за прізвищем колишнього землевласника Краснощекова. Одна з перших німецьких колоній на Дону. Засновники — 22 сім'ї з молочанських колоній Ной-Гофннугсталь. Євангелістська община Остґейм, лютеранський прихід Розенфельд. Церква. Землі 2504 десятин (1915; 30 подвір'їв). Два вітряка, цегельний завод, початкова школа К—з «Роте Фане». Сільрада (1936).
7 (20) листопада 1917 року, відповідно до Третього Універсалу Української Центральної Ради, увійшло до складу Української Народної Республіки.

## Населення
| Рік  | Кількість мешканців |
| ---- | ------------------- |
| 1873 | 156                 |
| 1904 | 181                 |
| 1911 | 190                 |
| 1915 | 310                 |
| 1919 | 250                 |

За даними перепису 2001 року населення села становило 211 осіб, із них 62,09 % зазначили рідною мову українську, 36,97 % — російську, 0,47 % — білоруську та німецьку мови.